# Athenades
Athenades (altgriechisch Ἀθηναδες) war möglicherweise ein antiker, wahrscheinlich griechischer Goldschmied, der wohl in der zweiten Hälfte des 5. Jahrhunderts v. Chr. tätig war.
Athenades ist heute nur noch aufgrund einer unvollständig erhaltenen Signatur (der erste Buchstabe fehlt fast völlig) auf einem Goldring bekannt, der 1854 bei von Alexander Lyutsenko geleiteten Ausgrabungen in der Nekropole von Pantikapaion (heute Kertsch) gefunden wurde. Der Ring zeigt einen auf einem Schemel sitzenden Skythen, der einen Pfeil prüft. Der Ring gehört heute zur Sammlung der Eremitage in Sankt Petersburg (Inventarnummer Π.1854.26).
Die Interpretation von Athenades als Goldschmied ist nicht unumstritten, manche Forscher halten die Inschrift nicht für eine Signatur, sondern für eine Besitzer-Inschrift, weil Zusätze wie epoíesen ἐποίησεν ‚hat gemacht‘ fehlen. Damit einher geht die Unsicherheit, ob der Goldschmied selbst wirklich ein Grieche, oder nicht vielleicht ein Skythe oder einer anderen Kultur zugehöriger Kunsthandwerker war.